# Kinosternon arizonense
La tortuga de pantano de Arizona (Kinosternon arizonense) es una especie de tortuga de la familia Kinosternidae de Arizona (Estados Unidos) y Sonora (México).